# Zeit-Ton
Zeit-Ton ist der Titel einer 1993 eingeführten Sendung des österreichischen ORF-Radioprogramms Ö1 zum Thema Neue Musik. Das Programm wird Montag bis Freitag von 23:03 bis 24:00 ausgestrahlt (an manchen Freitagen als Zeit-Ton extended 23:03 bis 2:00 mit einer Unterbrechung von 0:00 bis 0:08 Uhr für die Nachrichten, am Freitagabend laufen manchmal andere Sendungen) und widmet sich täglich unterschiedlichen Schwerpunkten wie Komponisten, Interpreten, Musiklabels oder Festivals. Mittwochs wird meistens das Zeit-Ton Magazin ausgestrahlt (Rückblick, Vorschau und aktuelle Veröffentlichungen). Zu den Moderatoren zählen Heinrich Deisl, Rainer Elstner, Andreas Felber, Reinhard Kager, Franz Josef Kerstinger, Lothar Knessl, Gerhard Kramer, Susanna Niedermayr, Nina Polaschegg, Ursula Strubinsky und Irene Suchy. Wie die anderen Ö1-Sendungen kann auch Zeit-Ton sieben Tage lang im Internet nachgehört werden.